# Голлен, Миртиль
Миртиль Голлен (фр. Myrtille Gollin, род. 8 июля 1984 года, в коммуне Сен-Мартен-д’Эр, департамент Изер) — французская спортсменка, выступавшая на Олимпийских играх 2006 года. Двукратная серебряная призёр чемпионата Европы. Бронзовая призёр чемпионата мира.

## Биография
Миртиль Голлен попала в национальную сборную в сезоне 2001/2002 годов, но сначала в начале января участвовала на юниорском чемпионате мира в Чхунчхоне и заняла в общей классификации 11-е место. Через неделю на чемпионате Европы в Гренобле заняла 24-е место в многоборье. В апреле на чемпионате мира в Монреале остановилась на 17-м месте.
В 2003 году на юниорском мировом первенстве в Будапеште смогла дойти до 6-го места в общем зачёте, на европейском чемпионате в Санкт-Петербурге стала 9-й и на чемпионате мира в Варшаве заняла 21-е место. В том же году стала чемпионом Франции в беге на 3000 м и серебряным призёром на дистанциях 500, 1000, 1500 м и в общем зачёте. В 2004 году участвовала только на чемпионате мира среди юниоров в Пекине и поднялась в общем рейтинге на 24-е место. Через год на чемпионате Европы в Турине в составе эстафетной четвёрки завоевала серебряную медаль.
В марте 2005 года на командном чемпионате мира в корейском Чхунчхоне помогла команде занять 4-е место, а следом на чемпионате мира в Пекине поднялась в эстафете на 6-е место, но несколько сборных дисквалифицировали за нарушения и команда франции поднялась на 3-е место. В 2006 году в январе на чемпионате Европы в Крынице-Здруй второй раз подряд поднялась на 2-е место в эстафете.
В феврале на Олимпийских играх в Турине участвовала в беге на 1500 м и заняла только 19-е место, а в эстафете команда франции в финале В пришла 1-й и заняла общее 5-е место. В январе 2007 года на чемпионате Европы заняла 14-е место в многоборье. Миртиль ещё 2 года выступала во внутренних соревнованиях, а после завершила карьеру. Позже работала помощником тренера в конькобежном клубе "Amicale laïque d'Echirolles" в коммуне Эшироль.